# Tandzumadz
Tandzumadz är en ort i Mexiko.   Den ligger i kommunen Huehuetlán och delstaten San Luis Potosí, i den centrala delen av landet, 240 km norr om huvudstaden Mexico City. Tandzumadz ligger 435 meter över havet och antalet invånare är 1 377.
Terrängen runt Tandzumadz är huvudsakligen kuperad, men åt sydväst är den bergig. Runt Tandzumadz är det ganska tätbefolkat, med 207 invånare per kvadratkilometer. Närmaste större samhälle är Villa Terrazas, 17,7 km sydost om Tandzumadz. I omgivningarna runt Tandzumadz växer huvudsakligen savannskog.